# Флёри, Жан-Эркюль де Россе
Жан-Эркюль де Россе де Флёри (фр. Jean Hercule de Rosset de Rocozels de Fleury; 6 июля 1683, замок Булок (Сей-э-Рокозель) — 31 декабря 1748, замок Флёри (Флёри), герцог де Флёри, пэр Франции — французский аристократ.

## Биография
Сын Бернардена де Россе, сеньора де Рокозеля, и Мари де Флёри, брат генерала Понса де Россе, племянник и крестник кардинала Флёри.
Барон де Периньян, сеньор де Дьо и Валькьер, де Прад и де Верназобр.
Поступил на службу королевским пажом на Малую конюшню (14.06.1699). Мушкетер (1707). Капитан в Кавалерийском полку Королевы (1709), губернатор Лодева (1723).
Бдагодаря протекции дяди в сентябре 1724 получил титул маркиза де Рокозеля, в 1729 году стал губернатором Сомьера, города и вигьерии Эг-Морта, и Тур-Карбоньер.
2 февраля 1736 был пожалован Людовиком XV в рыцари орденов короля, а в марте жалованной грамотой возведен в достоинство герцога и пэра Франции. Пожалование было зарегистрировано Парламентом 14 марта 1736. Уже 30 апреля уступил герцогский титул своему сыну.

## Семья
Жена (6.11.1714): Мари Ре (1693—11.08.1778), дочь Пьера Ре, адвоката, почетного советника сенешальства Монпелье, и Элизабет Ре
Дети:
- Андре-Эркюль (17.09.1715—13.04.1788), герцог де Флёри. Жена (1736): Анн-Мадлен-Франсуаза де Монсо (19.10.1721—1799), дочь Жака де Монсо, маркиза д'Оси, и Мари-Мадлен де Лагранж-Трианон
- Пьер-Огюстен-Бернарден (3.05.1717—14.01.1780), епископ Шартрский
- Анри-Мари-Бернарден (26.08.1718—22.01.1781), архиепископ Турский, архиепископ-герцог Камбре
- Гийом-Жан-Иньяс (17.08.1723—17.06.1743), называемый маркизом де Флёри, кампмейстер кавалерийского полка Флёри (1.03.1738). Убит в битве при Деттингене
- Жан-Андре-Эркюль (26.08.1726—23.10.1781), называемый командором Флёри. Мальтийский рыцарь великого приорства Франции (16.09.1731), полковник пехотного полка Флёри (8.06.1744). Бригадир (10.05.1748), кампмейстер кавалерийского полка Флёри (31.01.1749)
- Понс-Франсуа (18.08.1727—17.10.1774), называемый бальи де Флёри. Мальтийский рыцарь великого приорства Сен-Жиль (22.12.1731), последовательно был гардемарином, мичманом и корабельным лейтенантом; мальтийский генерал галер (1751), орденский бальи (июль 1753), командор Салена во Франш-Конте. В июле 1755 направлен чрезвычайным послом ордена к королю Обеих Сицилий
- Мари-Диана-Антуанетта (6.04.1721—27.07.1754). Муж (12.01.1734): Франсуа-Раймон де Нарбон-Пеле (1713—1773), виконт де Нарбон
- Габриель-Изабо-Тереза (28.10.1728—25.05.1800). Муж (19.12.1743): Шарль-Эжен-Габриель де Лакруа (1727—1801), маркиз де Кастри, маршал Франции